# Matthew Antoine
Pour les articles homonymes, voir Antoine.
Matthew Antoine, né le 2 avril 1985, est un skeletoneur américain.

## Carrière
Il a commencé le skeleton en 2003 et est rentré dans l'équipe nationale en 2005. Il obtient son premier podium lors de la saison 2008-2009 à Whistler, avec une troisième place. En 2010-2011, il réalise son meilleur classement général (septième), notamment grâce à trois 4e positions. Le 15 décembre 2013, il s'impose pour la première fois sur le circuit de la Coupe du monde à Lake Placid.

## Palmarès

### Jeux olympiques d'hiver
- Médaille de bronze en 2014 à Sotchi (Russie).

### Championnats du monde de skeleton
- Individuel 
  - Meilleur résultat : 5e en 2012.
- Mixte
  -  Médaille d'or  : en 2012.

### Coupe du monde de skeleton
- Meilleur classement général : 3e en 2014.
- 9 podiums individuels dont 1 victoire, 1 deuxième place et 7 troisièmes places.

#### Détails des victoires en Coupe du monde
| Édition   | Piste       | Total |
| 2013-2014 | Lake Placid | 1     |